# Зозульки травневі
Зозульки травневі, пальчатокорі́нник травне́вий (Dactylorhiza majalis, народна назва — мокруха) — багаторічна і трав'яниста рослина з 2-4-лопатевими бульбами. Належить до родини орхідних (Orchidaceae).

## Поширення
Скандинавія, Атлантична та Середня Європа, Середземномор’я. В Україні — Карпати, Передкарпаття, лісова, лісостепова і степова (дуже рідко) зони, Південь макросхил Гірського Криму. 

## Умови місцезростання
Зростає у соснових та смерекових лісах, на вологих  узліссях, серед чагарників, на мохових болотах, вологих луках, лісових галявинах та схилах. 
У Карпатах росте на кислих бідних, іноді помірно багатих ґрунтах, в рівнинних районах переважно на луках. Мезогігрофіт.

## Господарське та комерційне значення
Використовується у народній медицині; добрий медонос.

## Природоохоронний статус
Занесена до Червоної книги України (1996, 2009).